# Светско првенство у хокеју на леду 2016 — Дивизија III
Светско првенство у хокеју на леду 2016 — Дивизија III међународни је турнир у хокеју на леду у најнижем рангу који се одржава по 15 пут под окриљем Светске хокејашке федерације (ИИХФ).
Турнир се играо у турском граду Истанбулу, у леденој дворани Силиврикапи капацитета 900 места, у периоду 31. март—9. април 2016. године уз учешће 6 екипа. Непосредно уочи почетка такмичења селекција УАЕ је одустала од наступа на турниру.
Домаћин турнира, селекција Турске, остварила је свих 5 победа и на тај начин освојила прво место и пласман у виши ранг такмичења за наредну годину. Сребрну медаљу освојила је репрезентација Грузије којој је то уједно и највећи успех у историји, док је бронза припала играчима Јужноафричке Републике. Најефикаснији играч турнира је нападач селекције Грузије Борис Кочкин са учинком од 19 индексних поена (10 голова и 9 асистенција). Селекција Босне и Херцеговине остварила је своју прву победу у историји на светским првенствима.

## Учесници
На турниру учествује укупно 7 репрезентација, и то 4 из Европе, 2 из Азије и једна из Африке. Уместо селекције Северне Кореје која је годину дана раније освајањем прве позиције обезбедила пласман у виши ранг такмичења у овој години, наступит ће селекција Јужноафрикче Републике. Непосредно уочи почетка такмичења селекција УАЕ је одустала од наступа на турниру.
| Репрезентација      | Резултат остварен 2015. год.       |
| ------------------- | ---------------------------------- |
| Јужна Африка        | 6. место на СП дивизија II, група Б  |
| Турска              | Домаћин, 2. место на СП дивизије . |
| Луксембург          | 3. место на СП дивизије            |
| Хонгконг            | 4. место на СП дивизије            |
| Грузија             | 5. место на СП дивизије            |
| УАЕ                 | 6. место на СП дивизије            |
| Босна и Херцеговина | 7. место на СП дивизије            |

### Систем такмичења и судије
Турнир се одржава по једнокружном бод систему где ће играти свако са сваким, а победник постаје селекција која освоји највећи број бодова. Победник уједно обезбеђује и пласман у виши ранг такмичења за 2017. годину.
ИИХФ је крајем новембра делегирала укупно 11 судија (4 главна и 7 линијских) који ће „делити правду“ на турниру:

## Резултати
Сатница је по локалном времену (УТЦ+3)
| 31. март 2016. 13:00 | Луксембург | 2 : 3 (1:1, 0:1, 1:1) | Јужна Африка | Силиврикапи арена, Истанбул Посетилаца: 112 |

| Извор  | Извор         | Извор  | Извор | Извор                                                              |
| ------ | ------------- | ------ | ----- | ------------------------------------------------------------------ |
|        |               |        |       | Судије Валентин Ласкар Линијске судије Јасин Акјурек Чарли О'Конор |
|        |               |        |       |                                                                    |
| 22 мин | Искључења     | 12 мин |       |                                                                    |
| 24     | Шутеви на гол | 42     |       |                                                                    |

| 31. март 2016. 16:30 | Босна и Херцеговина | 5 : 4 (1:2, 3:1, 1:1) | Хонгконг | Силиврикапи арена, Истанбул Посетилаца: 156 |

| Извор | Извор         | Извор | Извор | Извор                                                      |
| ----- | ------------- | ----- | ----- | ---------------------------------------------------------- |
|       |               |       |       | Судије Јонас Кова Линијске судије Тимо Хејнонен Јосеф Шпур |
|       |               |       |       |                                                            |
| 6 мин | Искључења     | 8 мин |       |                                                            |
| 16    | Шутеви на гол | 35    |       |                                                            |

| 31. март 2016. 20:00 | Турска | 5 : 4 (0:1, 3:1, 2:2) | Грузија | Силиврикапи арена, Истанбул Посетилаца: 378 |

| Извор  | Извор         | Извор  | Извор | Извор                                                                      |
| ------ | ------------- | ------ | ----- | -------------------------------------------------------------------------- |
|        |               |        |       | Судије Кристофер Холм Линијске судије Кнут Братен Лауринас Степанкевичијус |
|        |               |        |       |                                                                            |
| 16 мин | Искључења     | 12 мин |       |                                                                            |
| 40     | Шутеви на гол | 29     |       |                                                                            |

| 1. април 2016. 13:00 | Јужна Африка | 9 : 1 (0:0, 4:1, 5:0) | Хонгконг | Силиврикапи арена, Истанбул Посетилаца: 79 |

| Извор | Извор         | Извор  | Извор | Извор                                                             |
| ----- | ------------- | ------ | ----- | ----------------------------------------------------------------- |
|       |               |        |       | Судије Кристофер Холм Линијске судије Јасин Акјурек Тимо Хејнонен |
|       |               |        |       |                                                                   |
| 8 мин | Искључења     | 14 мин |       |                                                                   |
| 50    | Шутеви на гол | 9      |       |                                                                   |

| 1. април 2016. 16:30 | Грузија | 8 : 0 (4:0, 2:0, 2:0) | Босна и Херцеговина | Силиврикапи арена, Истанбул Посетилаца: 93 |

| Извор  | Извор         | Извор  | Извор | Извор                                                         |
| ------ | ------------- | ------ | ----- | ------------------------------------------------------------- |
|        |               |        |       | Судије Валентин Ласкар Линијске судије Мурат Ајгун Јосеф Шпур |
|        |               |        |       |                                                               |
| 34 мин | Искључења     | 51 мин |       |                                                               |
| 35     | Шутеви на гол | 14     |       |                                                               |

| 1. април 2016. 20:00 | Турска | 10 : 2 (3:0, 4:2, 3:0) | Луксембург | Силиврикапи арена, Истанбул Посетилаца: 383 |

| Извор  | Извор         | Извор  | Извор | Извор                                                          |
| ------ | ------------- | ------ | ----- | -------------------------------------------------------------- |
|        |               |        |       | Судије Стефан Хогарт Линијске судије Кнут Братен Чарли О'Конор |
|        |               |        |       |                                                                |
| 10 мин | Искључења     | 16 мин |       |                                                                |
| 49     | Шутеви на гол | 23     |       |                                                                |

| 3. април 2016. 13:00 | Луксембург | 7 : 1 (3:0, 3:1, 1:0) | Хонгконг | Силиврикапи арена, Истанбул Посетилаца: 83 |

| Извор  | Извор         | Извор | Извор | Извор                                                            |
| ------ | ------------- | ----- | ----- | ---------------------------------------------------------------- |
|        |               |       |       | Судије Валентин Ласкар Линијске судије Мурат Ајгун Тимо Хејнонен |
|        |               |       |       |                                                                  |
| 18 мин | Искључења     | 6 мин |       |                                                                  |
| 37     | Шутеви на гол | 31    |       |                                                                  |

| 3. април 2016. 16:30 | Турска | 8 : 2 (4:0, 3:2, 1:0) | Босна и Херцеговина | Силиврикапи арена, Истанбул Посетилаца: 381 |

| Извор  | Извор         | Извор  | Извор | Извор                                                      |
| ------ | ------------- | ------ | ----- | ---------------------------------------------------------- |
|        |               |        |       | Судије Јонас Кова Линијске судије Чарли О'Конор Јосеф Шпур |
|        |               |        |       |                                                            |
| 10 мин | Искључења     | 14 мин |       |                                                            |
| 68     | Шутеви на гол | 16     |       |                                                            |

| 3. април 2016. 20:00 | Јужна Африка | 5 : 6 (4:2, 0:1, 1:3) | Грузија | Силиврикапи арена, Истанбул Посетилаца: 93 |

| Извор  | Извор         | Извор  | Извор | Извор                                                                       |
| ------ | ------------- | ------ | ----- | --------------------------------------------------------------------------- |
|        |               |        |       | Судије Стефан Хогарт Линијске судије Јасин Акјурек Лауринас Степанкевичијус |
|        |               |        |       |                                                                             |
| 14 мин | Искључења     | 24 мин |       |                                                                             |
| 49     | Шутеви на гол | 28     |       |                                                                             |

| 4. април 2016. 13:00 | Хонгконг | 1 : 5 (1:2, 0:2, 0:1) | Турска | Силиврикапи арена, Истанбул Посетилаца: 282 |

| Извор | Извор         | Извор  | Извор | Извор                                                                       |
| ----- | ------------- | ------ | ----- | --------------------------------------------------------------------------- |
|       |               |        |       | Судије Валентин Ласкар Линијске судије Кнут Братен Лауринас Степанкевичијус |
|       |               |        |       |                                                                             |
| 8 мин | Искључења     | 20 мин |       |                                                                             |
| 14    | Шутеви на гол | 38     |       |                                                                             |

| 4. април 2016. 16:30 | Грузија | 5 : 0 (1:0, 3:0, 1:0) | Луксембург | Силиврикапи арена, Истанбул Посетилаца: 33 |

| Извор  | Извор         | Извор  | Извор | Извор                                                             |
| ------ | ------------- | ------ | ----- | ----------------------------------------------------------------- |
|        |               |        |       | Судије Кристофер Холм Линијске судије Јасин Акјурек Тимо Хејнонен |
|        |               |        |       |                                                                   |
| 12 мин | Искључења     | 18 мин |       |                                                                   |
| 44     | Шутеви на гол | 20     |       |                                                                   |

| 4. април 2016. 20:00 | Босна и Херцеговина | 0 : 10 (0:2, 0:7, 0:1) | Јужна Африка | Силиврикапи арена, Истанбул Посетилаца: 65 |

| Извор  | Извор         | Извор | Извор | Извор                                                       |
| ------ | ------------- | ----- | ----- | ----------------------------------------------------------- |
|        |               |       |       | Судије Јонас Кова Линијске судије Мурат Ајгун Чарли О'Конор |
|        |               |       |       |                                                             |
| 14 мин | Искључења     | 2 мин |       |                                                             |
| 18     | Шутеви на гол | 42    |       |                                                             |

| 6. април 2016. 13:00 | Јужна Африка | 2 : 7 (1:3, 0:2, 1:2) | Турска | Силиврикапи арена, Истанбул Посетилаца: 451 |

| Извор  | Извор         | Извор  | Извор | Извор                                                           |
| ------ | ------------- | ------ | ----- | --------------------------------------------------------------- |
|        |               |        |       | Судије Кристофер Холм Линијске судије Кнут Братен Чарли О'Конор |
|        |               |        |       |                                                                 |
| 12 мин | Искључења     | 18 мин |       |                                                                 |
| 35     | Шутеви на гол | 38     |       |                                                                 |

| 6. април 2016. 16:30 | Хонгконг | 3 : 14 (0:4, 2:6, 1:4) | Грузија | Силиврикапи арена, Истанбул Посетилаца: 51 |

| Извор | Извор         | Извор  | Извор | Извор                                                                 |
| ----- | ------------- | ------ | ----- | --------------------------------------------------------------------- |
|       |               |        |       | Судије Јонас Кова Линијске судије Јосеф Шпур Лауринас Степанкевичијус |
|       |               |        |       |                                                                       |
| 8 мин | Искључења     | 14 мин |       |                                                                       |
| 16    | Шутеви на гол | 49     |       |                                                                       |

| 6. април 2016. 20:00 | Луксембург | 13 : 0 (4:0, 3:0, 6:0) | Босна и Херцеговина | Силиврикапи арена, Истанбул Посетилаца: 67 |

| Извор  | Извор         | Извор  | Извор | Извор                                                          |
| ------ | ------------- | ------ | ----- | -------------------------------------------------------------- |
|        |               |        |       | Судије Стефан Хогарт Линијске судије Мурат Ајгун Тимо Хејнонен |
|        |               |        |       |                                                                |
| 12 мин | Искључења     | 32 мин |       |                                                                |
| 54     | Шутеви на гол | 25     |       |                                                                |

### Табела
| #       | Репрезентација      | Ут | П | Ппр | Ипр | И | ГД | ГП | ГР  | Бод |
| ------- | ------------------- | -- | - | --- | --- | - | -- | -- | --- | --- |
| 1. (41) | Турска              | 5  | 5 | 0   | 0   | 0 | 35 | 11 | +24 | 15  |
| 2. (45) | Грузија             | 5  | 4 | 0   | 0   | 1 | 37 | 13 | +24 | 12  |
| 3. (40) | Јужна Африка        | 5  | 3 | 0   | 0   | 2 | 29 | 16 | +13 | 9   |
| 4. (43) | Луксембург          | 5  | 2 | 0   | 0   | 3 | 24 | 19 | +5  | 6   |
| 5. (47) | Босна и Херцеговина | 5  | 1 | 0   | 0   | 4 | 7  | 43 | -36 | 3   |
| 6. (46) | Хонгконг            | 5  | 0 | 0   | 0   | 5 | 10 | 40 | -30 | 0   |

## Појединачна признања
Појединачна признања за играче по избору директората турнира:
- - Најбољи голман:  Турска Ерол Кахраман
  - Најбољи одбрамбени играч:  Јужна Африка Андре Мараис
  - Најбољи нападач:  Грузија Борис Кочкин